# Reiner Heugabel
Reiner Heugabel (ur. 5 lutego 1963 w Monheim am Rhein) – zachodnioniemiecki, a potem niemiecki zapaśnik walczący w stylu wolnym. Trzykrotny olimpijczyk. Piąty w Los Angeles 1984 i Seulu 1988; szósty w Barcelonie 1992. Walczył w kategorii 48 kg.
Czwarty na mistrzostwach świata w 1987, 1990, 1991; piąty w 1985. Zdobył sześć medali mistrzostw Europy w latach 1986 – 1994. Wojskowy mistrz świata w 1984 i 1988. Wicemistrz świata młodzieży w 1983 roku.
Mistrz RFN w 1980 i w latach 1982-1990. Mistrz Niemiec w latach 1991-1996 roku.